# Jesús Muñecas Aguilar
Jesús Muñecas Aguilar (nascut el 6 de gener de 1939) és un ex-policia i ex-militar espanyol, capità de la Guàrdia Civil, que participà al cop d'estat del 23 de febrer de 1981 (23-F). Pesa sobre ell la imputació d'un delicte de lesa humanitat a la querella argentina contra els crims del franquisme.

## Biografia
Nascut el 6 de gener de 1939 va ingressar al cos de la Guàrdia Civil l'any 1959. Va estar destinat a Euskadi entre la dècada de 1960 i finals de la dècada de 1970 on, segons nombrosos testimonis, va ser responsable de tortures contra militants antifranquistes. La jutgessa argentina Maria Servini el va imputar per haver participat en les tortures infligides a Andoni Arrizabalaga l'any 1968 a Zarautz. També se'l vincula, quan era capità a Tolosa, amb les tortures patides l'abril de 1976 per Amparo Arangoa, vicepresidenta del sindicat del Paper i Arts Gràfiques i vocal del Consell de Treballadors de Navarra, així com les infligides el 6 d'octubre d'aquell mateix any a Elisabete Nosellas (16 anys) i la seva parella Jokin Sarasola (19 anys), quan ella era responsable de formació del jovent de l'Organització Revolucionària dels Treballadors (ORT). No obstant, l'any 2014 l'Audiència Nacional espanyola rebutjà la seva extradició perquè el delicte havia prescrit i els fets exposats no eren constitutius de genocidi. Al marge del procés argentí, el 16 de gener de 2019, sis víctimes de Muñecas agrupades entorn a la Plataforma Basca Contra els Crims del Franquisme, presentaren denuncien contra el presumpte torturador al Jutjat de Primera Instància i Instrucció de Tolosa.
L'any 1981 va ser destinat a la Comandància Mòbil de Valdemoro. El 23 de febrer de 1981 va participar al cop d'Estat sent condemnat a 5 anys de presó per delicte consumat de rebel·lió militar. va ser internat als presidis d'Alcalá de Henares, El Ferrol, Cartagena i, finalment, a Figueres, juntament amb el tinent coronel Antonio Tejero i el capità Vicente Gómez Iglesias. L'any 1984 va sortir de presó quan va complir les tres quartes parts de la condemna.